# Cal Courer
Cal Courer és una masia i disseminat del municipi de Cardona, a la comarca catalana del Bages. Queda a poca distància del torrent de Lurdes, a l'oest, i el torrent del Manel, a l'est.